# Bavent
Bavent és un municipi francès situat al departament de Calvados i a la regió de Normandia. L'any 2007 tenia 1.738 habitants.

## Demografia

### Població
El 2007 la població de fet de Bavent era de 1.738 persones. Hi havia 636 famílies de les quals 112 eren unipersonals (36 homes vivint sols i 76 dones vivint soles), 188 parelles sense fills, 292 parelles amb fills i 44 famílies monoparentals amb fills.
La població ha evolucionat segons el següent gràfic:
Habitants censats

### Habitatges
El 2007 hi havia 689 habitatges, 634 eren l'habitatge principal de la família, 34 eren segones residències i 21 estaven desocupats. 653 eren cases i 27 eren apartaments. Dels 634 habitatges principals, 484 estaven ocupats pels seus propietaris, 136 estaven llogats i ocupats pels llogaters i 14 estaven cedits a títol gratuït; 26 tenien dues cambres, 88 en tenien tres, 152 en tenien quatre i 368 en tenien cinc o més. 515 habitatges disposaven pel capbaix d'una plaça de pàrquing. A 238 habitatges hi havia un automòbil i a 349 n'hi havia dos o més.

### Piràmide de població
La piràmide de població per edats i sexe el 2009 era:
| Homes | Edats   | Dones |
| ----- | ------- | ----- |
| 0     | 95 o +  | 0     |
| 0     | 90 a 94 | 8     |
| 4     | 85 a 89 | 0     |
| 4     | 80 a 84 | 12    |
| 16    | 75 a 79 | 24    |
| 20    | 70 a 74 | 24    |
| 28    | 65 a 69 | 16    |
| 24    | 60 a 64 | 44    |
| 48    | 55 a 59 | 36    |
| 40    | 50 a 54 | 40    |
| 56    | 45 a 49 | 32    |
| 100   | 40 a 44 | 88    |
| 64    | 35 a 39 | 72    |
| 72    | 30 a 34 | 64    |
| 64    | 25 a 29 | 88    |
| 36    | 20 a 24 | 40    |
| 80    | 15 a 19 | 80    |
| 84    | 10 a 14 | 84    |
| 52    | 5 a 9   | 60    |
| 52    | 0 a 4   | 52    |

## Economia
El 2007 la població en edat de treballar era de 1.180 persones, 875 eren actives i 305 eren inactives. De les 875 persones actives 812 estaven ocupades (453 homes i 359 dones) i 63 estaven aturades (25 homes i 38 dones). De les 305 persones inactives 108 estaven jubilades, 108 estaven estudiant i 89 estaven classificades com a «altres inactius».

### Ingressos
El 2009 a Bavent hi havia 648 unitats fiscals que integraven 1.827,5 persones, la mediana anual d'ingressos fiscals per persona era de 19.209 €.

### Activitats econòmiques
Dels 55 establiments que hi havia el 2007, 1 era d'una empresa alimentària, 7 d'empreses de fabricació d'altres productes industrials, 11 d'empreses de construcció, 15 d'empreses de comerç i reparació d'automòbils, 1 d'una empresa de transport, 2 d'empreses d'hostatgeria i restauració, 2 d'empreses immobiliàries, 7 d'empreses de serveis, 8 d'entitats de l'administració pública i 1 d'una empresa classificada com a «altres activitats de serveis».
Dels 11 establiments de servei als particulars que hi havia el 2009, 1 era una oficina de correu, 1 taller de reparació d'automòbils i de material agrícola, 1 paleta, 3 fusteries, 1 lampisteria, 2 electricistes, 1 perruqueria i 1 agència immobiliària.
Dels 4 establiments comercials que hi havia el 2009, 1 era una botiga de més de 120 m², 1 una botiga de menys de 120 m², 1 una fleca i 1 una joieria.
L'any 2000 a Bavent hi havia 22 explotacions agrícoles que ocupaven un total de 649 hectàrees.

## Equipaments sanitaris i escolars
L'únic equipament sanitari que hi havia el 2009 era una farmàcia.
El 2009 hi havia 1 escola maternal i 1 escola elemental.

## Poblacions més properes
El següent diagrama mostra les poblacions més properes.